# Коэффициент вскрыши
Коэффициент вскрыши (англ. Stripping ratio) — показатель, используемый при открытой разработке месторождений полезных ископаемых. Представляет собой отношение количества пустых пород к количеству полезного ископаемого. Как числитель, так и знаменатель этого отношения может измеряться в кубических метрах и/или тоннах (м³/м³, т/т, м³/т). Чаще всего используется показатель м³/т. Различают:
1. Текущий коэффициент вскрыши — отношение объёма вскрышных пород к объёму полезного ископаемого, добытого за определенный период эксплуатации, например год или месяц.
2. Средний коэффициент вскрыши — отношение объёма вскрышных пород к объёму полезного ископаемого в конечном контуре карьера.
3. Контурный коэффициент вскрыши — отношение приращения объема вскрышных пород к приращению объема полезного ископаемого при расширении контура карьера в плане или в глубину (он больше текущего коэффициента вскрыши).
4. Граничный (предельный) коэффициент вскрыши — это максимально допустимый коэффициент вскрыши на данном месторождении, рассчитанный исходя из условия экономической целесообразности добычи руды именно открытыми горными работами:
Кгр = (Сд — Со) / Св, м³/м³, м³/т или т/т
где Сд — допустимая величина себестоимости полезного ископаемого в руб/т или руб/м³, может определяться как:
  - Ц — П , где Ц — цена 1 т или м³ полезного ископаемого, П — планируемая прибыль горного предприятия с 1 т или м³ полезного ископаемого                                         ⎧
  - Сп — себестоимость добычи на этом же месторождении полезного ископаемого подземным способом, руб/т или руб/м³                                           ⎪
  - Са — себестоимость получения альтернативного сырья (например, газ вместо угля или пластмасса вместо стали), руб/т или руб/м³

Со — себестоимость добычи полезного ископаемого открытым способом, руб/т или руб/м³;
Св — себестоимость вскрышных работ на данном карьере, руб/т или руб/м³.

По данным практики Граничный коэффициент по отраслям горной промышленности составляет:
- добыча угля 15–20 м³/т;
- добыча железной руды 10–15 м³/м³;
- добыча цветных металлов 15–18 м³/м³;
- горно-химическое сырьё 12–15 м³/м³;
- строительные материалы 2–5 м³/м³.